# Nassira El Moaddem
Nassira El Moaddem, née le 23 juin 1984 à Romorantin-Lanthenay (Loir-et-Cher), est une journaliste française.
Ancienne journaliste à I-Télé, à Canal+, au Journal de 20 heures de France 2 ainsi que sur France Inter, directrice et rédactrice en chef du Bondy Blog, elle exerce son activité professionnelle sur le site web Arrêt sur images depuis 2020.

## Biographie

### Origines et formation
Nassira El Moaddem est née le 23 juin 1984 à Romorantin-Lanthenay, dans le Loir-et-Cher où elle grandit. Ses parents sont originaires du Maroc. Elle est la troisième enfant d'une fratrie de six frères et sœurs. Sa mère est couturière puis mère au foyer, son père ouvrier dans l'usine automobile Matra,.
Après un baccalauréat littéraire mention « bien », qu'elle obtient en 2002 au lycée Claude-de-France de Romorantin-Lanthenay, elle étudie en 2003 à l'université François-Rabelais à Tours, année durant laquelle elle prépare les concours des instituts d'études politiques. Elle est admise en septembre 2003 à Sciences-Po Grenoble où elle étudie pendant quatre ans se spécialisant dans les sujets liés aux mondes arabe, turc et iranien. En 2007, elle effectue un séjour académique Erasmus à l'université Galatasaray d'Istanbul où elle apprend le turc. Elle hésite entre une carrière de journaliste ou de diplomate. Un stage à l'ambassade de France à Damas, « trop protocolaire, trop loin des gens », l’incite à choisir le journalisme. De 2008 à 2010, elle étudie la langue arabe et la langue turque à l'Institut national des langues et civilisations orientales (Inalco) à Paris. De septembre 2009 à juin 2010, elle effectue sa deuxième année de licence d'arabe au Caire et prépare à distance les concours des écoles de journalisme.
En 2010, elle décroche le concours de l’École supérieure de journalisme de Lille (ESJ de Lille) et rejoint la 86e promotion de l'ESJ de Lille dont elle sort diplômée en spécialité télévision en 2012. En juin de la même année, elle remporte le concours Grand-Match News d’I-Télé-Canal+ qui récompense chaque année un étudiant d'une grande école de journalisme avec à la clé un contrat d'un an dans le groupe. Elle est recrutée à I-Télé comme journaliste reporter par Céline Pigalle, à l'époque directrice de la rédaction d'I-Télé et Cécilia Ragueneau, directrice de la chaîne[réf. nécessaire].

### Carrière
Nassira El Moaddem commence sa carrière de journaliste par plusieurs stages : en 2008 au magazine L'Étudiant, au service de presse de RFI et auprès d'Hélène Risser sur Public Sénat pour l'émission politique Déshabillons-les. En 2008, elle rejoint l'équipe du Bondy Blog où elle écrit ses premiers papiers. Elle commence également ses premières piges à Rue89 et aux Observateurs de France 24,. En 2009, elle effectue un stage à la rédaction de Mediapart dans le cadre des élections européennes.
En juillet 2011, elle rejoint le service international du Monde comme stagiaire de l'ESJ Lille où elle publie plusieurs papiers dont une enquête sur les Moudjahidines du Peuple iranien et un reportage sur le nouvel engagement politique des jeunes tunisiens de France,. En août 2011, elle effectue un stage au bureau de l'AFP à Tunis où elle couvre les manifestations post-révolution et les procès des proches de la famille Ben Ali. En 2012, elle réalise son dernier stage d'études dans la boîte de production Capa pour l'émission politique Dimanche + diffusée sur Canal+.

#### I télé - Canal+
Après avoir remporté le concours Grand-Match News de Canal+, Nassira El Moaddem rejoint I-Télé comme journaliste de juin 2012 à janvier 2015 où elle s’occupe des questions économiques et sociales. Journaliste de terrain, elle intervient régulièrement en plateau pour analyser l'actualité économique et sociale. Elle remplace aussi les présentateurs des tranches d'info durant les vacances et anime des éditions spéciales. Selon ses dires, l'ambassade d'Israël se serait plainte d'elle auprès de la direction de la chaîne car elle donnait systématiquement le bilan des victimes palestiniennes de la guerre de l'été 2014 à Gaza après les duplex de la correspondante à Tel-Aviv (Laurence Haïm).

#### LCP - France Ô
De 2014 à 2016, Nassira El Moaddem interviewe des responsables politiques dans sa chronique « L'@ddition » qui clôture l'émission politique mensuelle du Bondy Blog Café diffusée sur LCP et France Ô. Parmi les invités, Laurent Berger, Hélène Geoffroy, Fleur Pellerin, Gilles Kepel, Jaques Attali, Stéphane Le Foll.

#### Œil du 20h, France 2
En janvier 2015, elle intègre l'équipe de journalistes de l'Œil du 20 h du journal de 20 h de France 2. Durant un an, elle participe à la vérification des faits des discours des personnalités politiques et réalise plusieurs enquêtes. Elle a notamment démonté les propos de Nathalie Kosciusko-Morizet qui affirmait, à tort, sur BFM TV le 2 février 2015 que plusieurs enfants de Mulhouse arrivaient en retard à l'école publique après s'être rendus à la mosquée avec leurs parents. Face à la caméra de France 2, le maire de Mulhouse de l'époque, Jean Rottner (LR), démentait les propos de l'ancienne ministre de l'Écologie. À la suite de cette enquête, Nathalie Kosciusko-Morizet a présenté ses excuses pour ses « propos inexacts ».

#### Reportages à Mayotte
En février 2016, elle quitte France 2. Sur le terrain à Mayotte comme journaliste indépendante, elle publie plusieurs reportages lors de la grève générale d'avril 2016 l'un pour Le Monde sur la souffrance des soignants et des mères dans les maternités de l'île, un autre pour Slate sur les écoles de Mayotte en manque cruel de moyens pour faire face à la démographie galopante et des chroniques publiées sur le Bondy Blog,,.

#### Directrice et rédactrice en chef du Bondy Blog
En septembre 2016, Nassira El Moaddem succède à Nordine Nabili en tant que directrice et rédactrice en chef du Bondy Blog,. Elle créé de nouvelles rubriques comme les Bâtisseurs consacrées à celles et ceux qui font bouger les lignes dans les quartiers[pas clair][source insuffisante]. La rubrique devient également interview mensuelle dès septembre 2017 sur les ondes de France Bleu Paris. En juin 2018, elle met en place un partenariat avec Mediapart pour la publication sur le site d'investigations d'enquêtes mensuelles réalisées par les journalistes du Bondy Blog[source insuffisante].
Dans les locaux du média en ligne, elle anime également des Masterclass de journalistes qui viennent échanger avec les lecteurs sur leur parcours et leurs pratiques du métier,.
Nassira El Moaddem co-présente avec les équipes de Mediapart plusieurs émissions en direct de Mediapart.
En décembre 2018, elle quitte la direction du Bondy Blog et Ilyes Ramdani lui succède comme rédacteur en chef.

##### Contre-enquête sur le café de Sevran
En mars 2017, Nassira El Moaddem publie sur le Bondy Blog une contre-enquête de l'affaire du café de Sevran. Le 7 décembre 2016, France 2 avait consacré une séquence d'un reportage de son journal de 20h à ce café de la commune de Seine-Saint-Denis laissant entendre que l'établissement est interdit aux femmes pour cause de domination religieuse musulmane. Le sujet fait polémique en pleine campagne présidentielle et fait l'objet de récupérations politiques de tous bords. La contre-enquête est reprise dans la presse,,,.

#### Chroniqueuse à Europe 1
De septembre à décembre 2017, Nassira El Moaddem est chroniqueuse politique régulière sur Europe 1 dans l'émission Hondelatte raconte animée par Christophe Hondelatte,.

#### Publication en octobre 2019 desFilles de Romorantin
Suivant l'actualité des Gilets jaunes, elle met à profit ses retours à sa région d'enfance en Sologne à Romorantin et ses alentours, reprenant contact avec une amie active dans ce mouvement contestataire. De ce retour aux sources, elle tire un récit Les Filles de Romorantin, son premier livre publié en octobre 2019 (éditions de l'Iconoclaste) lequel reçoit un très bon accueil critique,,,,,. Le Monde loue notamment ses "mots simples, directs et touchants" pour parler de la ville de son enfance où ses habitants sont confrontés au lent déclin social et économique de la région.
Les Filles de Romorantin a été sélectionné pour le Prix du Livre du Journalisme aux Assises internationales du journalisme 2020 . Il a également été sélectionné en février 2020 pour le Prix littéraire Beur-FM Méditerranée-TV5 Monde .

#### AnimatriceArrêt sur imagesdepuis 2020
Depuis 2020, elle anime, en alternance avec d'autres journalistes, l'émission hebdomadaire du site Arrêt sur images, qui paraît le vendredi,.

#### ÉmissionParcours de combattants- grille estivale 2021 & 2022 de France Inter
À l'été 2021, Nassira El Moaddem anime Parcours de combattants dans la grille d'été 2021 de France Inter, éclairant les parcours professionnels et personnels de personnes issues de milieux populaires, ruraux comme urbains,,. C'est en découvrant notamment son livre Les Filles de Romorantin (2019) que Laurence Bloch, directrice de l'antenne de la station, entre en contact pour dessiner avec Nassira El Moaddem les bases de ce qui devient cette émission, diffusée chaque samedi après-midi de l'été.
À l'été 2022, Parcours de combattants retrouve les ondes pour une deuxième saison, programmée à compter du 3 juillet,.

#### Cible de cyberharcèlement et racisme
En mai 2024, elle est la cible de cyberharcèlement et de racisme après avoir dénoncé sur X « un pays de racistes dégénérés » dans un tweet critiquant une décision de la Fédération française de football concernant la tenue des joueuses et des joueurs de football. Ce harcèlement prend une nouvelle ampleur après l'intervention du député RN Julien Odoul sur CNews qui tient des propos relevant de la remigration,,, le site d’informations Arrêt sur images, son employeur, reprochant aux médias appartenant à Vincent Bolloré de véhiculer de fausses informations, comme le fait qu’elle travaillerait encore pour Radio France.

### Engagement dans la profession de journaliste et pour la question de la juste représentation des femmes
Nassira El Moaddem est membre de Prenons la Une, association de femmes journalistes qui milite pour une juste représentation des femmes dans les médias et pour l'égalité professionnelle dans les rédactions,.
Elle est invitée régulièrement en France et l'étranger pour parler de son parcours et de son travail de journaliste,.
Elle anime plusieurs évènements de la profession comme ceux des Assises annuelles du journalisme à Tours.
Chaque année, depuis 2016, au Mans, Nassira El Moaddem anime une journée de conférences et de rencontres organisées par l'association Femmes d'histoire qui a pour mission de valoriser les actions des femmes d'hier et d'aujourd'hui.
Nassira El Moaddem a également été désignée European Young Leader en 2018 par l'association Friends Of Europe, un programme qui rassemble les talents de toute l'Europe pour construire le continent de demain.

## Vie privée
En janvier 2017, Nassira El Moaddem est victime d'une agression sexuelle et porte plainte. L'agresseur sera arrêté et condamné. Elle évoque cette agression sur Twitter : « Témoigner peut inciter des personnes qui hésitent à porter plainte ».
Début décembre 2017, sur Twitter, elle révèle qu'Hugo Clément, Martin Weill et un troisième étudiant, élèves de la même 86e promotion à l'École supérieure de Journalisme de Lille lui ont fait un canular téléphonique en se faisant passer pour des recruteurs de Radio France et lui promettant de la recruter. Elle raconte également qu'ils l'avaient affublée du surnom « Saddam ». Elle qualifie ces comportements de « harcèlement » et de « racisme », comportements desquels elle développe un argumentaire le 16 février 2019 dans un long billet publié sur Medium,,. Le « harcèlement » est confirmé par Marc Capelle, ancien directeur de l'ESJ de Lille. Interrogé, Hugo Clément parle d'une « mauvaise blague », les deux journalistes démentant tout harcèlement.
Mariée[réf. nécessaire], Nassira El Moaddem est mère de deux enfants[réf. nécessaire].

## Ouvrages
- Les Filles de Romorantin, éditions de l'Iconoclaste, 16 octobre 2019,  (ISBN 2378801025).
- Et si on rentrait au bled en train ?, Gallimard, 2025, 144 p. (ISBN 9782742468157).